# Anapistula aquytabuera
Espèce
Anapistula aquytabuera est une espèce d'araignées aranéomorphes de la famille des Symphytognathidae.

## Distribution
Cette espèce est endémique du Brésil. Elle se rencontre dans les États de Rio de Janeiro et de Mato Grosso do Sul.

## Description
Le mâle holotype mesure 0,50 mm et la femelle paratype 0,80 mm.

## Publication originale
- Rheims & Brescovit, 2003 : Description of six new species of Anapistula Gertsch (Araneae, Symphytognathidae) from Brazil. Bulletin of the British Arachnological Society, vol. 12, no , p. 324-330.